# Le Géant enfoui
Le Géant enfoui (titre original : The Buried Giant), paru en 2015, est le septième roman de l'écrivain britannique Kazuo Ishiguro.

## Présentation
Dans une Angleterre de Moyen-Âge, où l'influence pacificatrice du roi Arthur est encore sensible, vivent en harmonie Bretons, Saxons, et accessoirement Pictes et Scandinaves.
Le récit commence dans un établissement souterrain d’une soixantaine de villageois bretons, chrétiens, une fosse aux rats, une communauté vivant dans une sorte de labyrinthe, la crainte des esprits, des « forces obscures » et particulièrement des ogres et de la dragonne Querig, des terrils suspects et menaçants, des lutins. 
Un couple âgé commence à ressentir un malaise depuis qu'un édit du Conseil communautaire leur interdit toute bougie en chambre.
Et quand la petite Nora leur en offre une, la collectivité la leur confisque, avec l'accord du pasteur.
Tous bénéficient d'une mémoire réduite par une sorte de « brume de l’oubli » : « C’est bizarre, la façon dont le monde oublie les gens et les événements de la veille ou de l’avant-veille » (p.33).
Ainsi, des gens disparaissent de la vue et de la mémoire : telle femme-soigneuse aux cheveux roux, l’enfant Marta, l'étrangère en guenilles noires, suspecte, sans doute Saxonne.
Axl et Béatrice, peut-être à cause de cette obscurité forcée, croient parfois se souvenir de leur propre passé, mais jamais ensemble. Toujours est-il qu'ils décident de partir visiter leur fils, parti depuis trop longtemps dans un autre village.
Le voyage au pays du fils commence par la traversée de la grande plaine, l'abri dans la villa ruinée, la rencontre d'une vieille femme au lapin et au couteau et d'un grand homme mince, batelier, avec pour unique destination une île mystérieuse et proche. 
Dans le premier village, saxon, païen, avec des huttes, vivent deux connaissances de Béatrice, une guérisseuse, et Ivor, un Breton installé, qui les abrite, accompagne et protège.
Un guerrier saxon de passage, Maître Wistan, en mission pour son roi, organise une expédition pour récupérer le jeune Edwin, sans doute enlevé par des ogres. La mission est réussie dans la nuit, deux monstres sont effacés, mais le héros reste modeste, parce qu'Edwin porte une morsure, sans doute d'ogre, donc contaminée et contagieuse et pourrait bien être lui-même éliminé par les villageois.
Des fragments de souvenirs surgissent à tel ou tel personnage, brisant l'amnésie collective : Dieu nous a oubliés, Dieu a honte de nous ?
Décision est prise de quitter au plus vite le village, à quatre, Axl, Béatrice, Wistan et Edwin, vers le village du fils, avec un détour par le monastère du Père Jonus.
L'accès aux terres du roi Brennus est protégé à un pont par trois gardes, dont un violent et un courtois.
Edwin se rappelle la malédiction lancée par sa tante et l'adoubement par le vieux guerrier Steffa, et quelques jours plus tôt son enlèvement, son encagement et son combat avec l'animal qui lui a valu sa blessure.
Ils parviennent à une clairière où se repose un grand vieux chevalier en armure « fissurée et rouillée », Gauvain.
Survient alors le troisième garde, grisonnant et affable, pour rattraper d'éventuels suspects...
La seconde partie se déroule dans le monastère isolé, et agité, par une réunion étrange, puis par un visiteur secret.
Le groupe est hébergé dans des combles.
Le Père Brian apporte une collation, pendant que Wistan et Edmund coupent du bois. 
Un moine barbu, Irasmus, s'excite à chasser des oiseaux, corbeaux et corneilles, « démons puants ».
Wistan remarque que le monastère occupe une ancienne forteresse saxonne, pleine de pièges.
Edmund découvre la carriole où il a pu être encagé... 
Le moine muet Ninian les mène, à l'insu du père abbé, auprès du Père Jonus, porteur d'une blessure terrible et guérisseur d'autrui).
Il déclare que « ces corbeaux et ces corneilles sont un signe de la colère de Dieu » (p. 222) et que la cause de la brume, « c’est la dragonne Querig qui rôde sur ces sommets » (p. 225)
Le monastère est investi de nuit par une troupe de soldats de Brennus : wistan résiste dans la cour, pendant que le Père Brian exfiltre le trio via un passage secret.
Dans ce tunnel, Sire gauvain, grâce à frère Ninian, les précède pour les protéger de la bête.
Parvenus au mausolée, sépulture, une herse abaissée permet de piéger la bête, et de s'échapper.
Un jeune moine Picte est chargé par Jonus d'escorter Edwin, revenu au monastère pour sauver Wislan, à la maison du tonnelier où Wislan s'est réfugié.
La troisième partie s'ouvre avec une accusation de lâcheté de veuves noires en guenilles contre Gauvain, soutien de fait d'"assassins de bébés".
Pendant ce temps, Axl et Béatrice descendent la rivière en paniers flottants, échappent à une attaque d'elfes sauvages, assistent à l'agonie d'un ogre pour avoir dévoré une chèvre empoisonnée (prévue pour Querig), et enfin mènent une autre vieille chèvre empoisonnée et teigneuse au cairn du géant.
Wistan ligote Edmund, bon flaireur de pistes, mais trop impulsif.
Et tous se retrouvent en montagne à proximité de l'antre de Querig.
La quatrième et dernière partie amène la résolution, les menaces aussi, la séparation, et la rencontre d'Axl et Béatrice avec un batelier avenant...

## Personnages
- Axl, vieil homme, Breton, parfois nommé Maître Axl, sans doute un compagnon du roi Arthur, et négociateur de la paix,
- Béatrice, vieille femme, Bretonne, compagne d'Axl, nommée princesse ou dame Béatrice,
- Maître Ivor, Breton, personnage d'importance au village saxon,
- Wistan, le guerrier ou Maître Wistan, Saxon, du pays des marais de l’Est, en mission (tuer la dragonne Querig), prudent, modeste, enlevé et formé à la guerre par des Bretons,
- Sire Gauvain, le chevalier de la clairière (et son cheval Horace), neveu d’Arthur, chargé de (tuer) la dragonne Querig,
- Arthur (absent), roi, Breton, mort depuis longtemps, personnage de référence, « a apporté une paix durable entre Bretons et Saxons » (p. 164),
- Brennus (absent), Breton, roi, susceptible de recruter la dragonne Querig, grâce aux Scandinaves, et de raviver les guerres,
- Querig, dragonne, ancienne semeuse de terreur, désormais endormie (grâce à Merlin), responsable de la brume d'oubli,
- diverses vieilles femmes en guenilles noires, veuves, chargées de transmettre des invectives et/ou des promesses, dont une seule est nommée, Bronwen,
- divers enfants, en présence, en souvenir, en rêve,
- et un batelier, nouveau Charon.

## Accueil
Le roman se présente comme un conte, une parabole, « une épopée miniature » sur un thème mythique, la paix du roi Arthur et/ou l'Âge sombre de la Grande-Bretagne après la présence romaine. Ou plutôt sur le désir et le besoin de vérité et d'oubli, sur la culpabilité, à la façon de la Commission de la vérité et de la réconciliation (Afrique du Sud) (1995-1998).
« Dans le roman, le « géant enfoui » symbolise, plus que la mémoire, la connaissance qui découle de la transmission de celle-ci. En son absence, l’ignorance prévaut. Le Moyen Âge dans lequel il a choisi de situer son roman n’est-il pas celui qui nous attend demain, encore ? » Faire renaître le géant enfoui, c'est partager la mémoire, au risque de toutes les guerres. Mais comment oublier qu'on a été un fauteur de guerre, ou un facteur de paix ? Un bourreau ou une victime ou les deux ?
Pour chaque personnage, « c’est l’aventure, tout incompréhensible qu’elle soit pour eux, qui va peu à peu leur révéler leur vie. »

## Récompenses et distinctions
Le livre a été sélectionné (mais non vainqueur) des prix World Fantasy du meilleur roman, prix Locus du meilleur roman de fantasy, prix Mythopoeic 2016.

## Éditions
- Éditions des Deux Terres, Paris, 2015,  (ISBN 978-2-84893-213-2)
- Réédition poche, Gallimard, collection "Folio", Paris, 2020,  (ISBN 978-2-07-04-6510-1)